# 위례동 (서울)
위례동(慰禮洞)은 서울특별시 송파구의 행정동이다.

## 연혁
- 1963년 1월 1일 : 경기도 광주군 중대면 장지리가 서울특별시에 편입되면서 성동구 장지동이 되었다.
- 1975년 10월 1일 : 성동구의 한강 남쪽 지역을 관할로 강남구가 신설되어 강남구 장지동이 되었다.
- 1979년 10월 1일 : 강남구의 탄천 동쪽 지역을 관할로 강동구가 신설되어 강동구 장지동이 되었다.
- 1988년 1월 1일 : 천호대교와 강동대로를 경계로 강동구로부터 송파구가 분리·신설되어 송파구 장지동이 되었다.
- 1996년 8월 1일 : 장지동이 문정1동에서 분동하였다.
- 2015년 7월 6일 : 장지동의 서울외곽순환고속도로 동쪽 지역과 거여동의 남부(특전사령부 부지)를 관할로 위례동이 신설되었다.
- 2015년 12월 7일 : 경기도 성남시, 하남시와 행정 구역 경계를 조정하였다.[1]

## 교통
- ● 수도권 전철 8호선
- 복정역

## 같이 보기
- 위례신도시